# SPARC T4

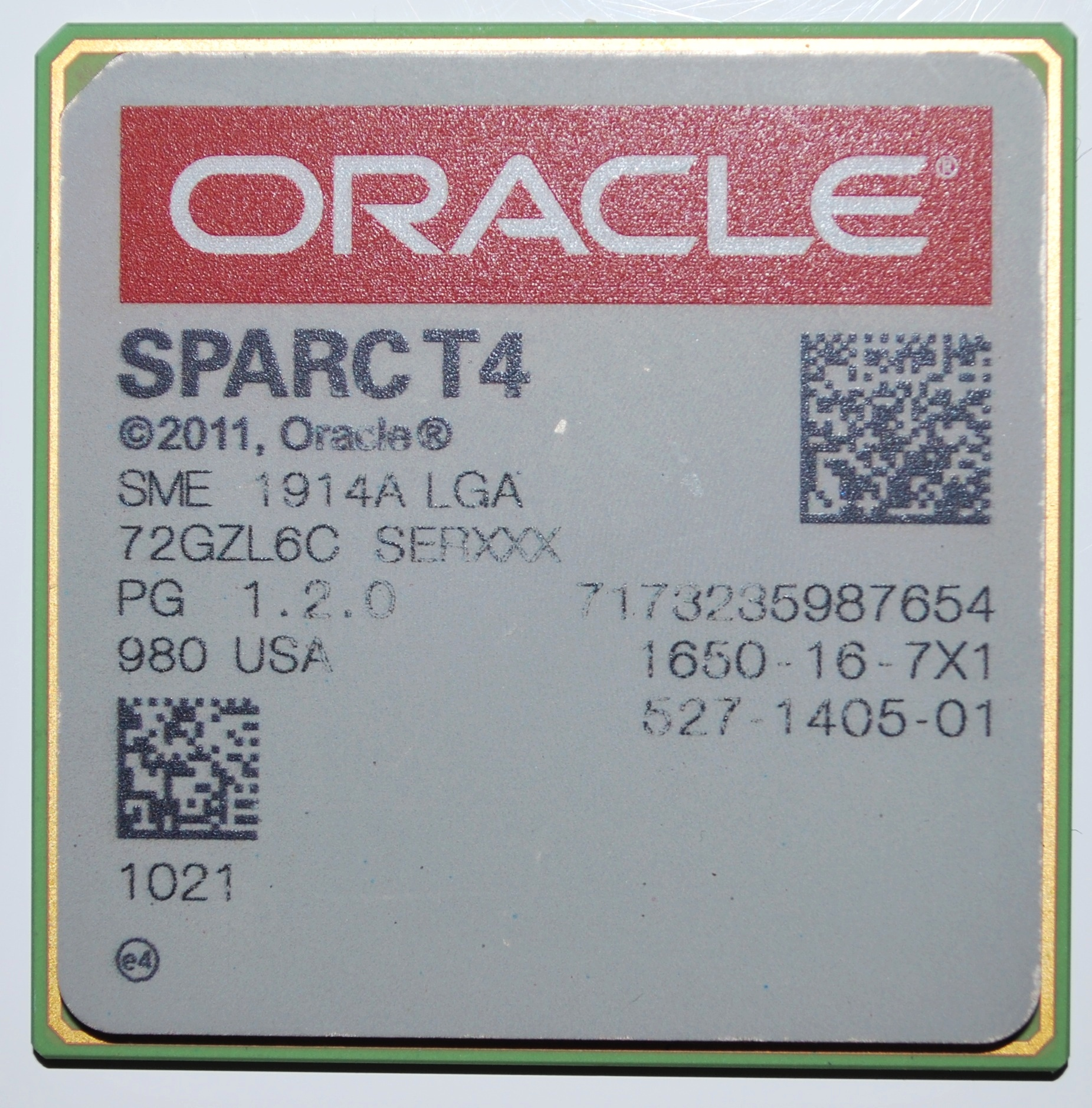
Oracle SPARC T4

SPARC T4 プロセッサは、オラクル (Oracle) が2011年に投入したマルチコアのマイクロプロセッサである。高いマルチスレッド性能(コアあたり8スレッド、チップあたり8コア)だけでなく、シングルスレッドでも高いパフォーマンスを提供するように設計されている。アウト・オブ・オーダー実行を使用する整数演算ユニットを実装し、コアごとに1つの浮動小数点ユニットと、専用の暗号化ユニットを搭載している。コアは 2.85 と 3.0GHz の周波数で動作する 64ビット SPARC V9 アーキテクチャで、40 nm プロセスで製造されている。チップのダイサイズは、403 mm2 である。

## 歴史とデザイン
40 nm プロセスで製造される、2.5 GHz で動作する、コアごとに8つのスレッドを持つ8コアのプロセッサは、サン・マイクロシステムズの、2009年のプロセッサロードマップに、開発コード Yosemite Falls として登場し、2011年後半のリリースを予定していた。Yosemite Falls は、オラクルが、2010年初めにサン・マイクロシステムズから引き継いだ後のプロセッサロードマップにも残った。
2011年の Hot Chips カンファレンスでプレゼンされたプロセッサデザイン は、16段のデュアル整数パイプラインと、11 サイクルの浮動小数点パイプラインのコア("VT" から"S3" に名前を変更)で、SPARC T3 プロセッサのコア("S2")を改良したものであった。それぞれのコアは、データ用 16 kB と命令用 16 kB の L1 キャッシュ、128 kB の L2 キャッシュ を持つ。また、8つのコアで、4 MB の L3キャッシュを共有する。1つのスレッドにコアへの優先的なアクセスを与えることにより、パフォーマンスを向上させるスレッド優先メカニズム("クリティカルスレッドAPI")も備えている。新しい暗号化命令を含むデザインの改良により、暗号処理のパフォーマンスも T3 に比べ大幅に向上している。総トランジスタ数は約 8.55億である。
SPARC T4 プロセッサは、2011年9月に正式に T4 サーバー製品の一部として導入され、アウト・オブ・オーダー実行を実装する初の Sun/Oracle SPARC プロセッサとなった。シングル T4 プロセッサのラックサーバ T4-1 は、 2.85 GHz で動作し、T4-4 では、3 GHz のプロセッサ速度を達成している。